# Siedlung Dornbusch Ost
Koordinaten: 50° 9′ N, 8° 41′ O
Die Siedlung Dornbusch Ost befindet sich im Frankfurter Stadtteil Eckenheim und wird begrenzt durch den Marbachweg im Süden, die Eckenheimer Landstraße im Osten, das Eckenheimer Depot in der Schwabstraße im Norden und die Kleingartenanlage im Westen. Die Siedlung Dornbusch West liegt westlich davon im Stadtteil Dornbusch.

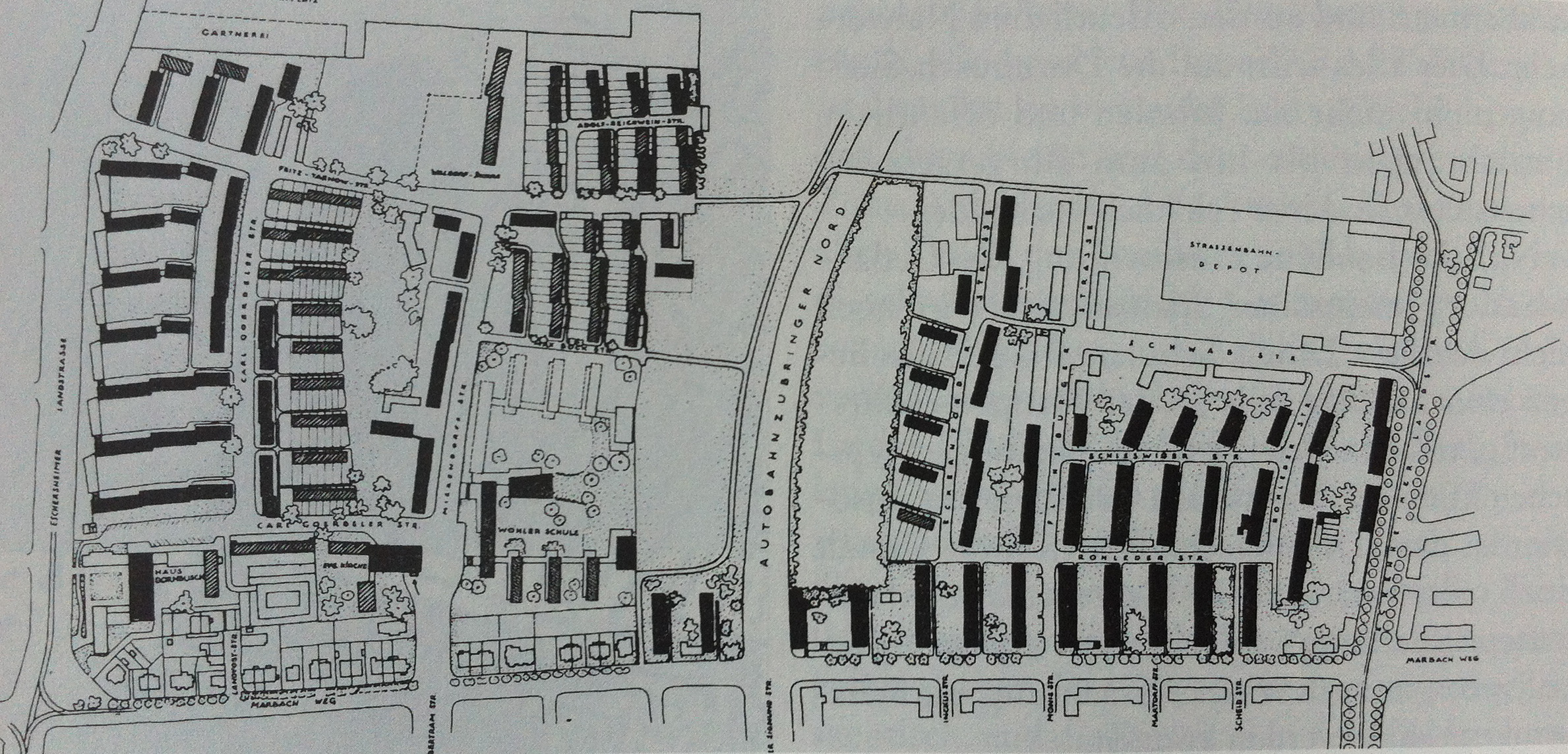
Lageplan der Dornbusch-Siedlungen West und Ost

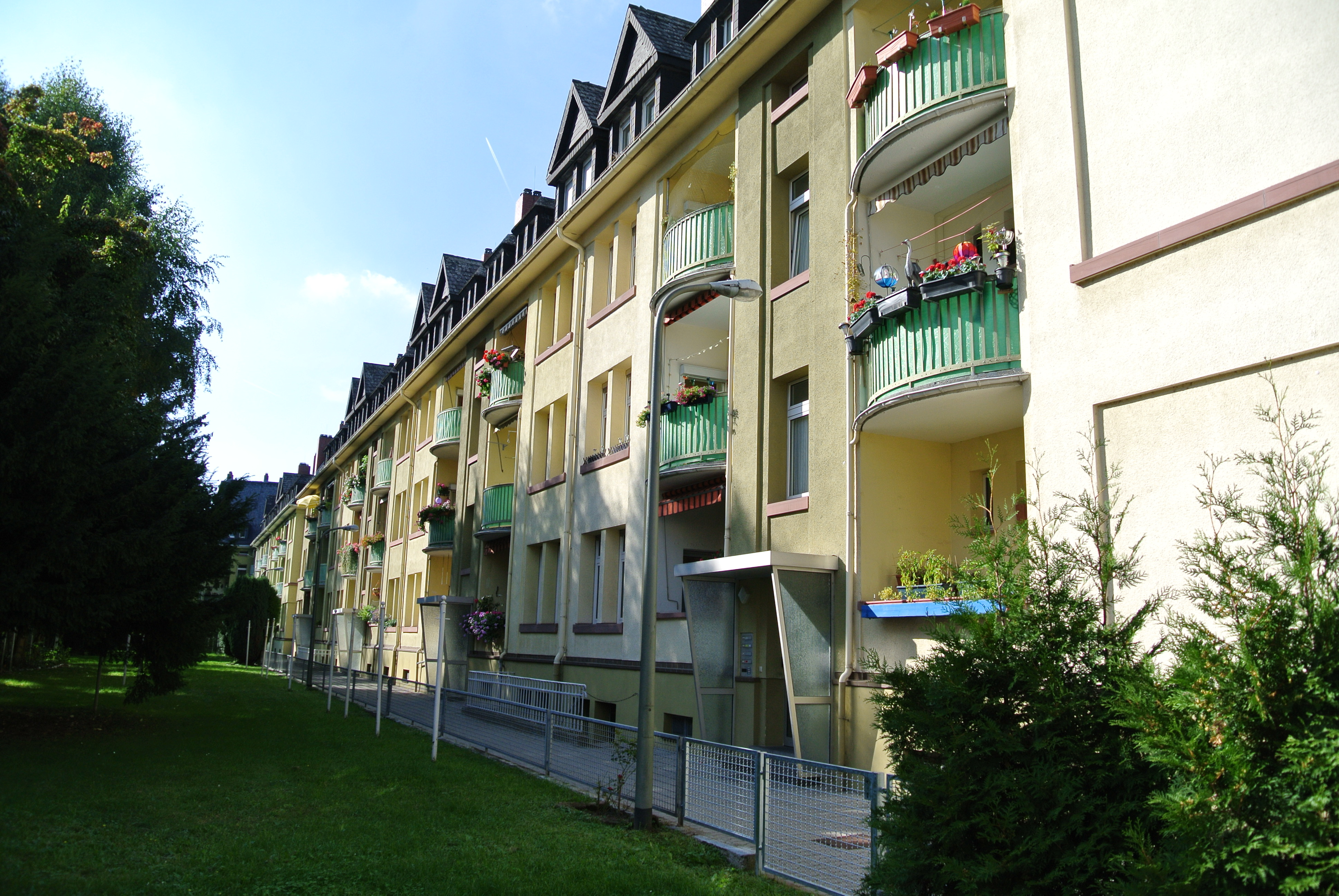
Siedlung Dornbusch Ost, Bebauung der 1920–30er Jahre

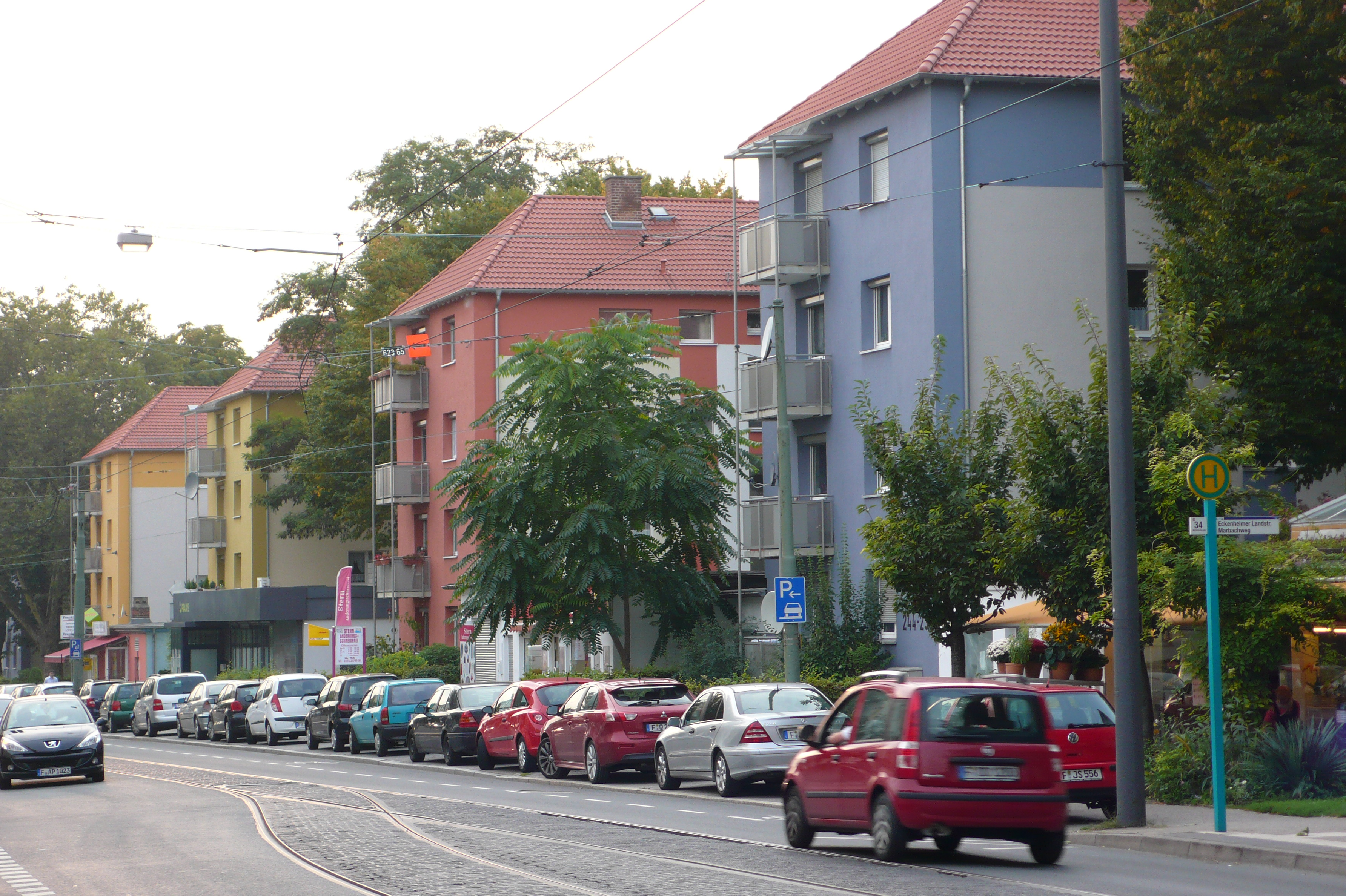
Siedlung Dornbusch Ost, Bebauung der 1950er Jahre am Marbachweg

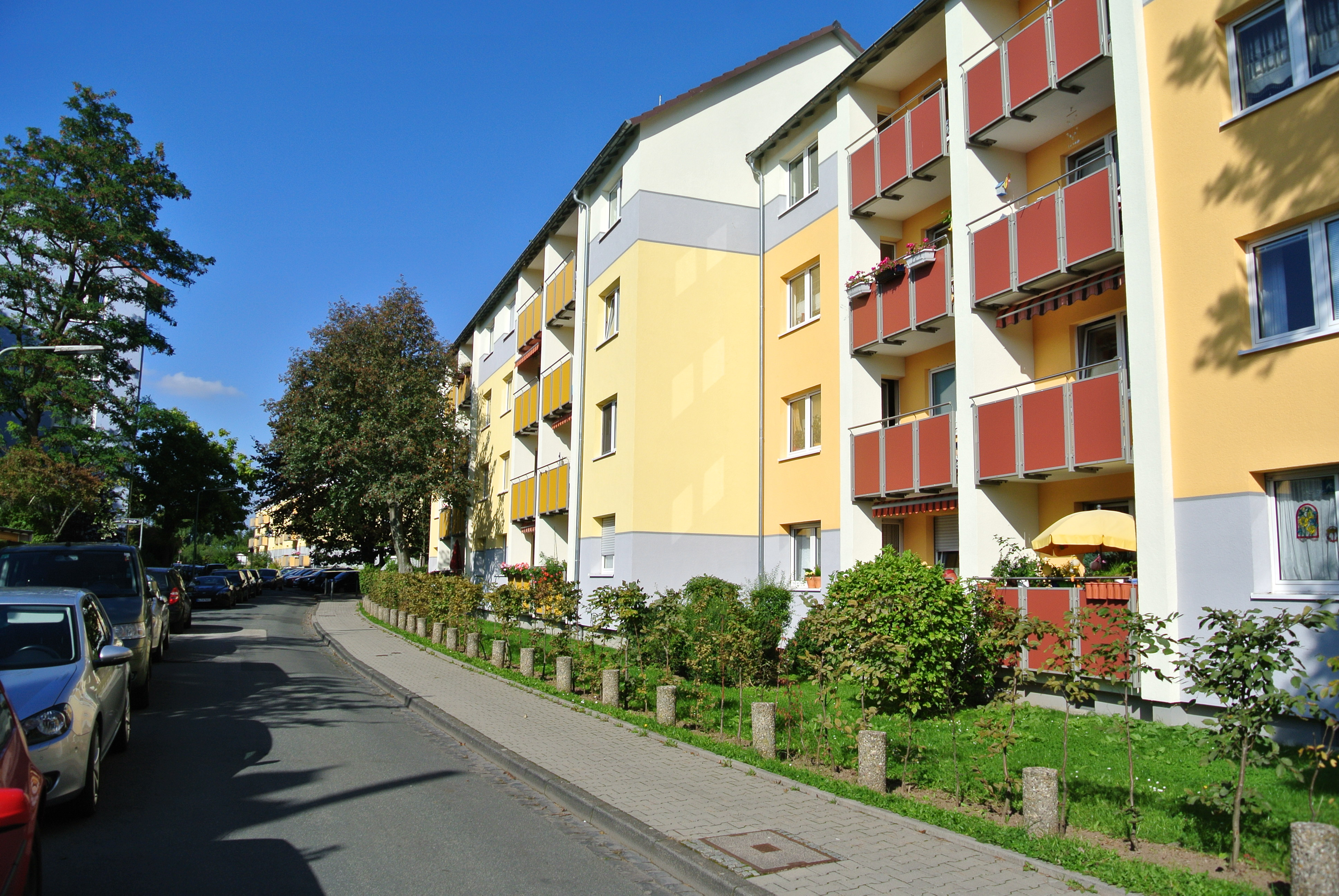
Siedlung Dornbusch Ost, Bebauung der 1950er Jahre an der Eckernförder Straße

## Entstehung und Entwicklung
Die Siedlung Dornbusch Ost besteht aus dem kleineren, im Norden gelegenen Gebiet, das zwischen 1925 und 1939 von der Hellerhof-Gesellschaft bebaut wurde, und dem größeren südlichen Gebiet, das in der Zeit zwischen 1950 und 1960 von der Gemeinnützigen Wohnungs- und Siedlungsbaugesellschaft errichtet wurde. Im älteren Bauabschnitt sind 165 und im jüngeren Teil 900 Wohnungen entstanden. Sämtliche 1065 Wohnungen sind mit Mitteln des Sozialen Wohnungsbaus gefördert worden. In den 160 Wohngebäuden leben etwa 1830 Personen (Stand: 2008).
Die Bauten des ersten Abschnitts sind meist straßenbegleitend angeordnet und weisen drei Geschosse auf. Die städtebauliche Ausformung der 1950er-Jahre-Bebauung folgt dem damaligen Leitbild einer aufgelockerten Stadt in Zeilenbauweise. Die viergeschossigen Wohngebäude stehen meist quer zur Straße und sind über Wohnwege erschlossen. Alle Mehrfamilienhäuser sind nach Westen bzw. Osten ausgerichtet und verfügen über große Grünflächen. Am westlichen Rand der Siedlung befinden sich Einfamilienreihenhäuser. Die fünf zweigeschossigen Häuserzeilen sind nach Süden ausgerichtet und umfassen 30 Wohnungen.

## Erschließung
Erschlossen ist die Siedlung vom Marbachweg über die Flensburger Straße. Von der Eckenheimer Landstraße gelangt man über die Schwabstraße in das Gebiet. Eckernförder, Schleswiger und Rohlederstraße sind untergeordnete Anliegerstraßen. Über eine Buslinie im Marbachweg und die Stadtbahn-Station Eckenheimer Landstraße/Marbachweg ist die Siedlung an den öffentlichen Verkehr angebunden.

## Infrastruktur
Die Siedlung Dornbusch Ost ist überwiegend ein reines Wohngebiet. Eingeschossige Ladenpavillons befinden sich lediglich entlang des Marbachwegs. Eine Kindertagesstätte liegt im Nordwesten.